# 鹿屋市警察
鹿屋市警察（かのやしけいさつ）は、かつて存在した鹿児島県鹿屋市の自治体警察。

## 概要
従来の鹿児島県警察部が解体され、1948年（昭和23年）3月7日に鹿屋市警察署が設置された。
1954年（昭和29年）に新警察法が公布された。これにより国家地方警察と自治体警察が廃止され、新たに都道府県警察として鹿児島県警察本部が発足。鹿屋市警察も鹿児島県警察に統合され、姿を消した。